# Jan Wolkers
Jan Hendrik Wolkers (Oegstgeest, 26. listopada 1925. – Westermient, 19. listopada 2007.) bio je nizozemski pisac, slikar i kipar. Wolkers se ubraja u najbolje autore poslijeratne nizozemske književnosti. Njegova plastična, direktna upotreba jezika naišla je mnogo imitacija.
Bez obzira na njegov veliki publicitet kao pisca, Wolkers je uvijek davao do znanja da se on na prvom mjestu osjeća kao kipar.

## Život
Jan Wolkers potječe iz jedne kalvinističke sredine od koje se u svojoj mladosti udaljio. Njegovi roditelji došli su iz Amsterdama i imali su sveukupno 11 djece, od kojih je Jan bio treće. Prije Drugog svjetskog rata njegov otac je posjedovao trgovinu koja je u to vrijeme loše poslovala.
Wolkers je pohađao osnovnu školu ali je vrlo brzo morao prekinuti obrazovanje kako bi pomogao ocu u trgovini. Između ostaloga radio je kao čuvar životinja u laboratoriju na Sveučilištu u Leidenu, kao vrtlar i slikao je pejzaže. Za vrijeme rata Wolkers se skrivao. Slušao je predavanja na leidenskoj slikarskoj akademiji Ars Aemula Naturae. Kratko nakon oslobađanja živio je u Parizu.

## Književnost
Njegovi poznatiji romani su Kort Amerikaans, Terug naar Oegstgeest i Turks fruit. Potonji je uspješno ekraniziran 1973. pod redateljskom palicom Paula Verhoevena s Rutgerom Hauerom i Monique van de Ven u glavnim ulogama. Film je doživio je nevjerojatan uspjeh na kino blagajnama kao i nominaciju za Oscara.